# 星野ゆず
星野 ゆず（ほしの ゆず、1989年11月23日 - ）は、日本の女優。

## 略歴・人物
2012年、女優としてデビュー。
大蔵映画60年の歴史上初めて「上野オークラ劇場公認マスコットガール」として任命される。
サブキャストながらも、出演したピンク映画による3本立特集「ほんのりゆず祭り」（2014年2月28日 - 3月6日）が新橋文化劇場|新橋ロマン劇場で行なわれた。
2013年に公開されたピンク映画44本を対象に行われた「第26回ピンク大賞」において、トップ投票で新人女優賞を受賞。
関西･京阪神におけるピンク映画上映案内を中心にしたR18+映画情報のフリーペーパー「ぴんくりんく」の主催により決定された「2014年ぴんくりんく女優賞」において、「優秀ピンク女優賞」を受賞。
ピンク映画14本目にして、初の主演女優を獲得。
2015年8月1日に行われた上野オークラ劇場5周年記念トークイベントにて引退を宣言した。
2015年9月24日、自身初の主演ピンク映画となる「息子の花嫁　いんらん恋の詩」の公開終了と共に完全引退。

## 出演作品

### ピンク映画
- 乱交白衣 暴淫くわえ責め（2012年12月14日、OP映画） - 長州心役
- 痴漢電車 夢指の熱い調べ（2012年12月28日、OP映画） - 彩乃役
- スナック桃子 同衾の宿（2013年7月26日、エクセスフィルム） - 美穂役
- 愛欲霊女 潮吹き淫魔（2013年8月2日、OP映画） - 亀頭郁代役
- 巨乳奥様 エッチで御免なさい（2013年8月16日、OP映画） - 栗島リノ役
- 変態夫婦 とろける寝室（2013年11月1日、OP映画） - 柏木あおい役
- 巨乳未亡人 お願い！許して…（2014年5月2日、OP映画） - 少女役
- いんらんな女神たち〜目覚め〜（2014年5月16日 、OP映画） - 松林凛役
- 怪談 女霊とろけ腰（2014年8月1日 、OP映画） - 千穂役
- 妹の匂い よろめきの爆乳（2014年12月19日 、OP映画） - はるか役
- 女子大生レズ 暴姦の罠（2014年12月26日 、OP映画） - 須貝和代役
- 不倫美姉妹 白衣のあえぎ（2015年3月13日 、OP映画） - 渡辺沙羅役
- 未亡人女将 じゅっぽり咥えて（2015年5月22日 、OP映画） - あやか役

### 映画
- おやじ男優Z[1] - ゆうばり国際ファンタスティック映画祭2014 フォアキャスト部門[2]（2014年2月28日 - 3月1日、月の石） - あかり役
- 「W.W」ホワイトウイザード - 第一回四谷怪談映画祭（2014年12月6日 - 12月7日、新宿四谷三丁目劇場/オカシネマ） - 深雪役
- うつしえ - 第一回四谷怪談映画祭（2014年12月6日 - 12月7日、新宿四谷三丁目劇場/オカシネマ）

### 舞台
- Pink Punk Pamper（2013年3月27日-3月3日、中野MOMO）[3]